# Castex-d’Armagnac
Castex-d’Armagnac település Franciaországban, Gers megyében. Lakosainak száma 141 fő (2022. január 1.). Castex-d’Armagnac Montégut, Estang, Lannemaignan, Mauléon-d’Armagnac, Maupas, Monguilhem, Monlezun-d’Armagnac és Toujouse községekkel határos.

## Népesség
A település népességének változása:
| Lakosok száma | 156  | 128  | 121  | 109  | 93   | 106  | 112  | 121  | 127  | 141  |
|               | 1968 | 1982 | 1990 | 2006 | 2013 | 2015 | 2017 | 2019 | 2020 | 2022 |